# 기니비사우
기니비사우(영어: Guinea-Bissau, 포르투갈어: Guiné-Bissau 기네비사우[*])는 아프리카 서쪽 끝 연안에 있는 공화국으로, 수도는 비사우이다. 주요 도시로는 비사우, 칸슝구, 만소아, 풀라쿤다, 바파타 등이 있다.
16세기 말 포르투갈의 영토가 되었다. 1956년 기니비사우·카보베르데 아프리카 독립당이 결성되어 무장 게릴라전을 전개하여 1974년 9월 포르투갈로부터 독립하고 유엔에 가입했다. 쿠데타와 내전의 역사가 반복되면서 마약 밀매 거점 국가로 전락한 상태다. 주민은 발란테·풀라니·말링케·만자코족 등으로 이루어져 있다.

## 역사
1446년 포르투갈인에 의해 발견되어 포르투갈 최초의 해외 식민지가 되었고 17~18세기에 걸쳐 노예 무역으로 번성하였으며, 1879년 이후 포르투갈령 기니가 되었다.
1956년부터 본격적인 독립 운동이 시작되었다. 1960년대부터 독립 운동이 게릴라전으로 바뀌었으며 1973년 민족 해방 조직인 기니비사우 카보베르데 아프리카 독립당이 독립을 선언해 1974년에 정식으로 독립하였다.
1980년 쿠데타가 일어나 독립 이래 원수의 지위에 있던 루이스 데 알메이다 카르발이 추방되고 새로운 혁명평의회가 성립해 총리 겸 참모총장 주앙 베르나르두 비에이라가 절대권력을 장악하였다.
1984년 새 헌법 채택으로 총리제를 폐지한 뒤 국가평의회를 신설하였고 1991년 노조 결성의 자유와 언론의 자유를 보장하고 의회 민주 개혁안을 채택하였으며 1993년부터 국가평의회를 폐지하고 대통령제를 실시하였다.

## 지리와 기후
국토의 대부분이 늪지와 관목숲으로 이루어졌다. 북쪽은 세네갈, 동쪽과 남동쪽은 기니와 접경한다. 고온다습한 열대기후로, 해안은 저습지대, 내륙은 밀림과 사바나이다. 연평균 강수량 1,880mm의 대부분이 5~11월에 집중되어 있다.

## 주민과 문화
주민은 흑인이 많으며, 헌법에는 규정이 없지만, 포르투갈어가 공용어이다. 또한 포르투갈어에 기반한 크레올어는 상용어다. 주변의 대다수 국가가 프랑스어를 사용하기 때문에, 학교에서는 프랑스어를 외국어로서 교육하고 있으며, 기니비사우는 프랑스어사용국기구(프랑코포니)의 정회원국이다.

## 언어
공용어는 포르투갈어와 부족어가 혼합된 크레올어이며, 필요에 따라서는 프랑스어를 사용하는 주민도 있는 편이다.

## 종교
기니비사우의 종교는 다음과 같다.
- 이슬람교: 50%
- 토속신앙: 40%
- 기독교: 10%

## 정치
비동맹 노선을 표방하면서도 중국, 쿠바 및 미국과 유럽연합, 러시아과의 관계도 중시하고 있다.
정치가 많이 불안정한데, 2023년 11월 30일에도 쿠데타 시도가 있어 빅터 촌고 장군이 대통령이 될 뻔 했다.

## 경제
주민의 90%가 농업에 종사한다. 나머지 주민은 산업 또는 공업에 종사하기도 한다.

## 행정 구역
기니비사우는 8개 주와 1개 자치구로 구성되어 있다.
- 바파타주
- 비옴부주
- 비사우 자치구
- 볼라마주
- 카셰우주
- 가부주
- 오이우주
- 키나라주
- 톰발리주

## 한국과의 관계
- 대한민국 : 1983년 12월
- 조선민주주의인민공화국 : 1974년 3월